# Straßenbahn Shimizu
| Ehemaliger Straßenbahnwagen |                   |                           |                           |
| Streckenlänge: | 4,6 km            |                           |                           |
| Spurweite: | 1067 mm (Kapspur) |                           |                           |
| Stromsystem: | 600 V =           |                           |                           |
| |                   |                           |                           |
| Gesellschaft: | Shizuoka Tetsudō  |                           |                           |
| \| \| 0,0 \| Minatobashi (港橋) \| Minatobashi (港橋) \| \| \| 0,4 \| Mansei-chō (万世町) \| Mansei-chō (万世町) \| \| \| 0,7 \| Shiyakusho-mae (市役所前) \| Shiyakusho-mae (市役所前) \| \| \| 1,1 \| Shin-Shimizu (新清水) \| Shin-Shimizu (新清水) \| \| \| \| ↔ Shizuoka-Shimizu-Linie \| \| \| \| \| \| \| \| \| \| ↔ Tōkaidō-Hauptlinie \| \| \| \| \| Ejiri-shindō (江尻新道) \| \| \| \| 1,4 \| Nakahama-chō (仲浜町) \| Nakahama-chō (仲浜町) \| \| \| 1,8 \| Shimizu-ekimae (清水駅前) \| Shimizu-ekimae (清水駅前) \| \| \| 2,1 \| Tsuji-chō (辻町) \| Tsuji-chō (辻町) \| \| \| 2,4 \| Akibamichi (秋葉道) \| Akibamichi (秋葉道) \| \| \| 2,6 \| Nishikubo (西久保) \| Nishikubo (西久保) \| \| \| \| → alte Strecke (bis 1951) \| \| \| \| 3,0 \| Aizome-chō (愛染町) \| Aizome-chō (愛染町) \| \| \| 3,3 \| Mine (嶺) \| Mine (嶺) \| \| \| 3,6 \| Sodeshi Keisatsusho-mae \| Sodeshi Keisatsusho-mae \| \| \| \| (袖師警察署) \| \| \| \| 3,7 \| Suji-jima (鈴木島) \| Suji-jima (鈴木島) \| \| \| \| Iwara-gawa (庵原川) \| \| \| \| \| \| \| \| \| 4,3 \| Sodeshi (袖師) \| Sodeshi (袖師) \| \| \| 4,6 \| Yokosuna (横砂) \| Yokosuna (横砂) \| |                   |                           |                           |
| U-Bahn-Kopfbahnhof Streckenanfang (Strecke außer Betrieb) | 0,0               | Minatobashi (港橋)        | Minatobashi (港橋)        |
| U-Bahn-Haltepunkt / Haltestelle (Strecke außer Betrieb) | 0,4               | Mansei-chō (万世町)       | Mansei-chō (万世町)       |
| U-Bahn-Haltepunkt / Haltestelle (Strecke außer Betrieb) | 0,7               | Shiyakusho-mae (市役所前) | Shiyakusho-mae (市役所前) |
| U-Bahn-Haltepunkt / Haltestelle (Strecke außer Betrieb) | 1,1               | Shin-Shimizu (新清水)     | Shin-Shimizu (新清水)     |
| U-Bahn-Abzweig geradeaus und nach links (Strecke außer Betrieb) · U-Bahn-Strecke von rechts (außer Betrieb) |                   | ↔ Shizuoka-Shimizu-Linie  | ↔ Shizuoka-Shimizu-Linie  |
| U-Bahn-Kreuzung mit Eisenbahn (Strecken außer Betrieb) · Abzweig mit U-Bahn quer und nach links (Strecke außer Betrieb) · Kopfbahnhof Strecke bis hier außer Betrieb und quer |                   |                           |                           |
| U-Bahn-Kreuzung mit Eisenbahn geradeaus oben (Strecke geradeaus außer Betrieb) · Strecke quer |                   | ↔ Tōkaidō-Hauptlinie      | ↔ Tōkaidō-Hauptlinie      |
| U-Bahn-Haltepunkt / Haltestelle (Strecke außer Betrieb) |                   | Ejiri-shindō (江尻新道)   | Ejiri-shindō (江尻新道)   |
| U-Bahn-Haltepunkt / Haltestelle (Strecke außer Betrieb) | 1,4               | Nakahama-chō (仲浜町)     | Nakahama-chō (仲浜町)     |
| U-Bahn-Bahnhof (Strecke außer Betrieb) | 1,8               | Shimizu-ekimae (清水駅前) | Shimizu-ekimae (清水駅前) |
| U-Bahn-Haltepunkt / Haltestelle (Strecke außer Betrieb) | 2,1               | Tsuji-chō (辻町)          | Tsuji-chō (辻町)          |
| U-Bahn-Haltepunkt / Haltestelle (Strecke außer Betrieb) | 2,4               | Akibamichi (秋葉道)       | Akibamichi (秋葉道)       |
| U-Bahn-Haltepunkt / Haltestelle (Strecke außer Betrieb) | 2,6               | Nishikubo (西久保)        | Nishikubo (西久保)        |
| |                   | → alte Strecke (bis 1951) |                           |
| U-Bahn-Haltepunkt / Haltestelle (Strecke außer Betrieb) · U-Bahn-Strecke (außer Betrieb) | 3,0               | Aizome-chō (愛染町)       | Aizome-chō (愛染町)       |
| U-Bahn-Haltepunkt / Haltestelle (Strecke außer Betrieb) · U-Bahn-Haltepunkt / Haltestelle (Strecke außer Betrieb) | 3,3               | Mine (嶺)                 | Mine (嶺)                 |
| U-Bahn-Strecke (außer Betrieb) · U-Bahn-Haltepunkt / Haltestelle (Strecke außer Betrieb) | 3,6               | Sodeshi Keisatsusho-mae   | Sodeshi Keisatsusho-mae   |
| U-Bahn-Strecke (außer Betrieb) · U-Bahn-Strecke (außer Betrieb) |                   | (袖師警察署)              | (袖師警察署)              |
| U-Bahn-Haltepunkt / Haltestelle (Strecke außer Betrieb) · U-Bahn-Strecke (außer Betrieb) | 3,7               | Suji-jima (鈴木島)        | Suji-jima (鈴木島)        |
| U-Bahn-Strecke (außer Betrieb) · U-Bahn-Haltepunkt / Haltestelle (Strecke außer Betrieb) |                   | Iwara-gawa (庵原川)       | Iwara-gawa (庵原川)       |
| |                   |                           |                           |
| U-Bahn-Haltepunkt / Haltestelle (Strecke außer Betrieb) | 4,3               | Sodeshi (袖師)            | Sodeshi (袖師)            |
| U-Bahn-Kopfbahnhof Streckenende (Strecke außer Betrieb) | 4,6               | Yokosuna (横砂)           | Yokosuna (横砂)           |

Die Straßenbahn Shimizu war eine Straßenbahnlinie in der japanischen Stadt Shimizu, die heute ein Teil von Shizuoka in der gleichnamigen Präfektur ist. Sie bestand von 1928 bis 1974 und war eine Fortsetzung der Shizuoka-Shimizu-Linie. Offiziell trug sie die Bezeichnung „Shimizu-Stadtlinie“ (jap. 清水市内線, Shimizu shinai-sen). Der Betrieb beider Bahnen erfolgte durch die Shizuoka Tetsudō (Shizutetsu).

## Beschreibung
Die Strecke war 4,6 km lang und mit 600 V Gleichspannung elektrifiziert. Sie begann bei der Hafenbrücke (Minatobashi) und führte zunächst zum Bahnhof Shin-Shimizu, der östlichen Endstation der Shizuoka-Shimizu-Linie. Anschließend überquerte sie die Tōkaidō-Hauptlinie, führte am Bahnhof Shimizu vorbei und endete schließlich nahe dem nördlichen Stadtrand an der Haltestelle Yokosuna. Bei Shin-Shimizu bestand eine Gleisverbindung mit der Shizuoka-Shimizu-Linie. Somit war es möglich, durchgehende Züge von Minatobashi bis zum Stadtzentrum von Shizuoka verkehren zu lassen.

## Geschichte
Am 25. Dezember 1928 eröffnete die Shizutetsu die rund 1200 m lange Strecke zwischen den Haltestellen Minatobashi und Ejiri-shindō, ab 1. April 1929 bot sie direkte Züge ins Stadtzentrum von Shizuoka an. Die restliche Strecke von Ejiri-shindō nach Yokosuna kam am 24. Juli desselben Jahres hinzu. Sie war jedoch beim Bahnübergang der Tōkaidō-Hauptlinie zweigeteilt und die Fahrgäste mussten dort zunächst umsteigen. Durch den Bau einer Brücke an dieser Stelle konnte dieses Hindernis am 29. März 1933 beseitigt werden. Der Abschnitt zwischen Nishikubo und Sodeshi erhielt am 21. Juli 1951 eine neue Trasse.
Nach einem schweren Gewitter mit sintflutartigen Regenfällen am 7. Juli 1974 musste der Verkehr dauerhaft eingestellt werden. Die Shizutetsu verzichtete auf die Wiederherstellung der unterspülten Gleise und legte die Strecke am 22. März 1975 endgültig still. An die frühere Straßenbahn erinnert der Wagen Nr. 65, der 1927 aus Holz gefertigt und 1954 zu einem Wagen mit Stahlkarosserie umgebaut worden war. Er steht dauerhaft auf einem kurzen Gleisstück der früheren Shimizukō-Linie.